# Nádas Tibor
Nádas Tibor (Budapest, 1918. december 7. – 1995. november 5.) magyar operaénekes (basszbariton). Elsősorban a basszus-buffo szerepkör tartozott a repertoárjához.

## Életpályája
Nádas (Neumann) Ferenc (1885–1945) magánhivatalnok és Boros Ilona (1891–1956) fia. Édesapja és bátyja a holokauszt áldozata lett. A Zeneakadémián Molnár Imre tanítványa volt. 1945 és 1949 között a Szegedi Nemzeti Színház magánénekese volt. 1946-ban debütált a Szegedi Nemzeti Színházban, a Carmen Zuniga szerepében. 1949-1950-ben egy évadot a Fővárosi Operettszínházban töltött. 1950 és 1982 között a Magyar Állami Operaház tagja volt. Sikerrel vendégszerepelt Bécsben és Svédországban. Különösen a Mozart operáiban nyújtott alakításai (Papageno, Leporello, Don Alfonso stb.) emlékezetesek. Szerepelt televíziós operafelvételeken is (Dallapiccola: Éjszakai repülés).
Első felesége Dénes Erzsébet Ágnes zongoraművész volt, akivel 1946. október 19-én Szegeden kötött házasságot.
Második felesége Maros Éva balettművész, címzetes magántáncos. Gyermeke: Nádas György Tibor.

## Szerepei
- Ludwig van Beethoven: Fidelio – Rocco, fogházgondnok
- Georges Bizet: Carmen – Zuniga, hadnagy
- Benjamin Britten: Peter Grimes – Swallow, ügyvéd
- Benjamin Britten: Szentivánéji álom – Vackor, ács
- Domenico Cimarosa: A titkos házasság – Geronimo, gazdag kereskedő
- Pjotr Iljics Csajkovszkij: Anyegin – Trifon Petrovics Burjanov kapitány
- Claude Debussy: Pelléas és Mélisande – Egy orvos
- Gaetano Donizetti: Don Pasquale – Carlotto
- Gaetano Donizetti: Lammermoori Lucia – Raimondo Bidebent, káplán
- Erkel Ferenc: Bánk bán – Biberach
- Erkel Ferenc: Brankovics György – Cselebi aga
- Erkel Ferenc: Hunyadi László – Cillei Ulrik
- Farkas Ferenc: Csínom Palkó – Csínom Palkó
- John Gay: Koldusopera – Jeremy, a puskaműves
- Charles Gounod: Faust – Wagner, diák
- Georg Friedrich Händel: Rodelinda, a longobárdok királynője – Hunolf, katona
- Leos Janácek: A ravasz rókácska – Lelkész - borz
- Kodály Zoltán: Háry János – Ferenc császár
- Kodály Zoltán: Háry János – Generális Krucifix
- Jurij Szergejevics Mejtusz: Az ifjú gárda – Bruckner, Gestapo őrmester
- Gian Carlo Menotti: A telefon – Ben Upthegrove
- Stanisław Moniuszko: Halka – Dudás
- Wolfgang Amadeus Mozart: Così fan tutte – Don Alfonso, öreg filozófus
- Wolfgang Amadeus Mozart: Don Giovanni – Masetto, parasztlegény
- Wolfgang Amadeus Mozart: Don Giovanni – Leporello
- Wolfgang Amadeus Mozart: Szöktetés a szerájból – Szelim pasa
- Wolfgang Amadeus Mozart: Figaro házassága –Antonio, kertész
- Wolfgang Amadeus Mozart: Varázsfuvola – Papageno
- Modeszt Petrovics Muszorgszkij: A szorocsinci vásár – A cigány
- Modeszt Petrovics Muszorgszkij: Borisz Godunov – Várnagy, Nyikics, poroszló
- Modeszt Petrovics Muszorgszkij: Borisz Godunov – A határőrség tisztje
- Modeszt Petrovics Muszorgszkij: Hovanscsina – Első sztrelec
- Modeszt Petrovics Muszorgszkij: Hovanscsina – Ivan Hovanszkij herceg, a sztrelecek vezére
- Jacques Offenbach: Hoffmann meséi – Crespel, tanácsos
- Petrovics Emil: Bűn és bűnhődés – Második idegen
- Petrovics Emil: C'est la guerre – Őrnagy
- Giacomo Puccini: A köpeny – Talpa (Vakond), rakodómunkás
- Giacomo Puccini: A Nyugat lánya – José Castro, mesztic férfi
- Giacomo Puccini: Bohémélet – Alcindoro, városi tanácsos
- Giacomo Puccini: Bohémélet – Colline, filozófus
- Giacomo Puccini: Gianni Schicchi – Magister Spinelloccio
- Giacomo Puccini: Gianni Schicchi – Pinnelino, varga
- Giacomo Puccini: Manon Lescaut – Geronte de Revoir, királyi adóbérlő
- Giacomo Puccini: Pillangókisasszony – Bonc, Cso-cso-szán nagybátyja
- Giacomo Puccini: Tosca – Cesare Angelotti
- Gioachino Rossini: A sevillai borbély – Őrtiszt
- Gioachino Rossini: Hamupipőke – Alidoro, a herceg nevelője
- Gioachino Rossini: Ory grófja – A gróf nevelője
- Ránki György: Az ember tragédiája – A zenész; Első géphang
- Ránki György: Pomádé király új ruhája – Nyársatnyelt Tóbiás, kancellár
- Franz Schubert - Heinrich Berté - Alfred Maria Willner - Heinz Reichert: Három a kislány – Brunéder, nyergesmester
- Camille Saint-Saëns: Sámson és Delila – Abimelech, Gáza satrapája
- Johann Strauss jun.: A cigánybáró – Carnero gróf, császári biztos
- Richard Strauss: Ariadne Naxos szigetén – Truffaldin
- Richard Strauss: A rózsalovag – Jegyző
- Richard Strauss: Elektra – Oresztész ápolója
- Richard Strauss: Salome – V. Zsidó
- Szabó Ferenc: Légy jó mindhalálig – Juhász, tanár
- Szokolay Sándor: Hamlet – Lucianus
- Giuseppe Verdi: A trubadúr – Ferrando, Luna hűbérese
- Giuseppe Verdi: Az álarcosbál – Főbíró
- Giuseppe Verdi: Don Carlos – Főinkvizítor
- Giuseppe Verdi: Nabucco – Baál főpapja
- Giuseppe Verdi: Otello – Montano, Ciprus volt kormányzója
- Giuseppe Verdi: Rigoletto – Monterone gróf
- Giuseppe Verdi: Simon Boccanegra – Paolo Albiani, a dózse kancellárja
- Giuseppe Verdi: Traviata – Doktor Grenvil
- Richard Wagner: A nürnbergi mesterdalnokok – Hermann Ortel, szappanfőző
- Richard Wagner: Tannhäuser – Biterolf
- Richard Wagner: Trisztán és Izolda – Kormányos
- Ermanno Wolf-Ferrari: A négy házsártos – Simon, kereskedő